# Zr.Ms. Holland (2012)

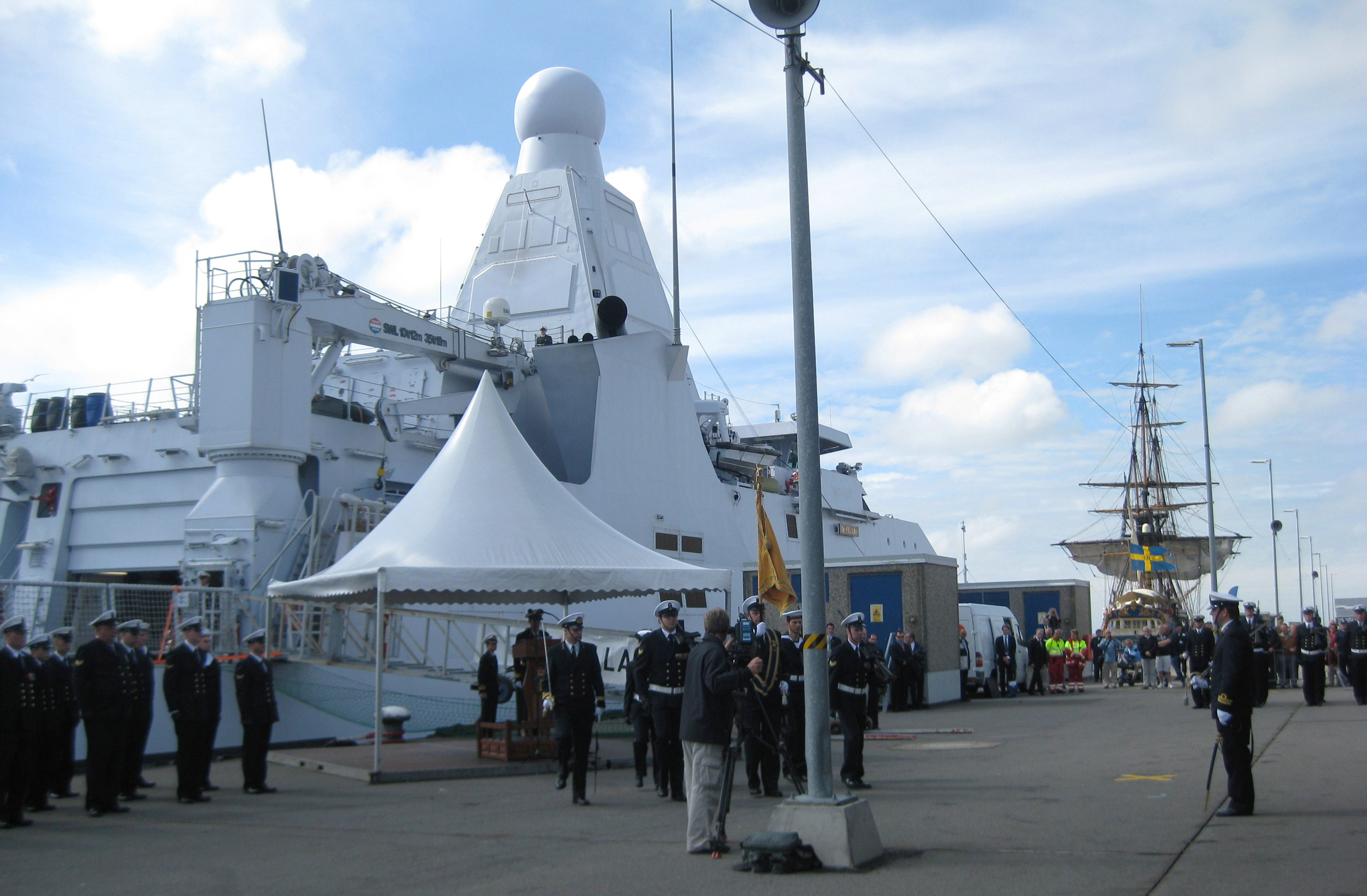
Ceremonie bij de in dienst stelling

De Zr.Ms. Holland (P840) is de naamgever van de Hollandklasse, een serie van vier patrouilleschepen voor de Koninklijke Marine. Het schip is eind 2008 op stapel gezet en in 2011 door Damen Schelde Naval Shipbuilding overgedragen aan de Defensie Materieel Organisatie.
Het schip is op dinsdag 2 februari 2010 in Vlissingen gedoopt door koningin Beatrix. Begin maart 2011 is de Holland begonnen met zijn eerste proefvaart. Op 30 maart deed het schip Den Helder voor het eerst aan.
Op 6 juli 2012 is het schip aan de vooravond van de Marinedagen in Den Helder in dienst gesteld.
Vanaf mei 2013 doet het schip dienst als stationsschip in het Caraïbisch Gebied als aflosser voor de Zr.Ms. Friesland.

## Sensors
Thales Integrated Mast
- Thales SeaMaster 400 SMILE luchtwaarschuwingsradar
- Thales SeaWatcher 100 SeaStar oppervlakteradar
- Thales Gatekeeper electro-optical surveillance

## Bewapening
Geschut en mitrailleurs:
- 1 × Oto Melara 
76 mm kanon
- 1 × Oto Melara Marlin 
30 mm snelvuurkanon
- 2 × Oto Melara Hitrole 
12,76 mm mitrailleur
- 2-4 × Browning M2 12,76 mm mitrailleur
- 2-6 × FN MAG 
7,626 mm mitrailleur

Helikopters:
- 1 × NH90 NFH boordhelikopter

Vaartuigen:
- 2 × FRISC